# Dodge Hornet
De Dodge Hornet is een conceptauto van het Amerikaanse Dodge die in 2006 werd voorgesteld op het Autosalon van Genève. Het is een compacte auto gebaseerd op de Mini Cooper. Om de auto te bouwen kocht het ontwerpteam zelfs een Mini Cooper S in Detroit die vervolgens volledig werd omgebouwd. De Hornet wordt in 2008 op de weg verwacht.
De naam Hornet komt van de AMC Hornet van American Motors dat in 1987 door Chrysler gekocht werd. De auto werd ontworpen als een Europees model met een Amerikaans karakter en moet het merk Dodge versterken op de Europese markt.